# لانه‌موری

قلعه آتشگاه یکی از قلعه‌های لانه‌موری ایران

لانه‌موری اصطلاحی برای نوعی از ساختارهای دفاعی زیرزمینی است، این ساختارها اکنون با یکی از اصطلاحات کمتر شناخته شده «غار / پناهگاه / قلعه / چاله / شهر زیرزمینی» یا اصطلاحات مشابه دیگر شناخته شده‌اند. این سازه‌ها که در بسیاری از مناطق ایران و ترکیه دیده شده‌است، راهروهای پیچ در پیچ و راهروهایی با چندین طبقه و هزارتوی است که به تقلید از لانه مورچه ساخته شده‌است. طرح این لانه‌ها چنان پیچیده، تودرتو و تاریک بوده که اگر دشمن یا شخص غریبه یا ناآشنایی وارد آن می‌شد، در راهروهای تاریک گم می‌شد و سرانجام توسط بومیان یا تشنگی و گرسنگی و کمبود هوا کشته می‌شد. نمونه‌های شاخصی از این لانه‌موری‌ها در نیاسر و نوش‌آباد، مورچه‌خورت اصفهان، قلعه آتشگاه کاشمر و بُناب در آذربایجان غربی شناسایی شده‌اند.